# Estación Camarico
Camarico es una estación ferroviaria chilena ubicada en la comuna de Río Claro, en la Provincia de Talca.  Fue construida en el km. 218,0 del Ferrocarril de Curicó a Chillán, y que posteriormente formó parte de la Red Sur de la Empresa de los Ferrocarriles del Estado (EFE). 

## Historia
La estación fue inaugurada en 1874, en función a la construcción del segmento de línea que conectaba el ferrocarril de estación Central de Santiago a estación Curicó y estación Chillán con la estación Talcahuano.
En septiembre de 2012 y 2013 la estación fue parte de un recorrido turístico que partía desde Santiago hasta Chillán, con motivo de llevar turistas hasta el pueblo de Cumpeo, parte del universo de las historietas Condorito.
Actualmente la estación se halla clausurada. Solo queda en pie la cabina de movilización y los andenes de la estación, además de una bomba de agua, mientras que una antigua bodega construida en ladrillos se encuentra destruida.